# Knut Haugland
Knut Magne Haugland (* 23. September 1917 in Rjukan; † 25. Dezember 2009 in Oslo) war ein norwegischer Widerstandskämpfer, Mitglied der Kompanie Linge. 1947 war er einer der sechs Teilnehmer der „Kon-Tiki-Expedition“ und deren letzter Überlebender. Zuletzt war er Leiter des Kon-Tiki-Museums, Oslo.

## Leben
Der Sohn des Zimmermanns Olaf Olsen Haugland (1886–1944) und seiner Frau Gunhild (geb. Vegheim, 1891–1977) schloss 1937 die Mittelschule mit einem examen artium ab, was ein Studium ermöglichte. 1938 begann er in Oslo eine Offizierslaufbahn im Fernmeldewesen der norwegischen Armee. Er wurde im Oktober 1939 Sergeant (Unteroffizier), ließ sich beurlauben und arbeitete als Funker auf der MT Haugar, bis er im Februar 1940 zum Dienst im Berg-Artilleriebataillon Nr. 3 in Setermoen abkommandiert wurde. Als Kommandant des Fernmeldezugs war er in der Schlacht um Narvik im Einsatz, bevor er in den Untergrund ging. Als Facharbeiter der Høvding Radiofabrikk in Oslo, wo er ab September 1940 arbeitete, erwarb er nebenbei ein Seefunkzeugnis 1. Klasse. Am 7. August 1941 wurde er verhaftet, entkam aber und gelangte im Dezember desselben Jahres über Schweden nach Großbritannien, wo er der Kompanie Linge einer Einheit des britischen Geheimdienstes Special Operations Executive beitrat.
Wegen seiner Orts- und Fachkenntnis wurde er Funker der „Operation Grouse“, des Vorkommandos für die Sprengung der Wasserstofffabrik Norsk Hydro Rjukan: Vier Norweger wurden per Fallschirm auf der Hochfläche Hardangervidda abgesetzt und erreichten ihr Ziel, eine Almhütte, im November 1942. Nachdem die erste Sprengaktion nicht stattfinden konnte, weil die vorgesehene britische Mannschaft nicht ankam, mussten die vier im Hochland überwintern. Erst Ende Februar trafen sechs weitere Norweger ein, wodurch die geplante Sabotage erfolgreich durchgeführt werden konnte. Haugland musste weitere zwei Monate im Fjell bleiben, hielt unter schwierigsten Bedingungen Funkkontakt mit England, schulte Einar Skinnarland nach und ging dann nach Oslo, um Schiffsfunker für die Untergrundgruppe Milorg auszubilden. Um Geräte zu beschaffen, ging er wieder nach England. Zusammen mit Gunnar Sønsteby kam er nach Norwegen zurück, setzte seine Tätigkeit fort und richtete mehrere Funkstellen ein. Nachdem er auf dem Dachboden einer Frauenklinik von der Gestapo eingepeilt worden war, schoss er sich am 1. April 1944 den Weg zur Flucht frei und tötete dabei einen Deutschen. Er ging dann wieder nach England, wo er in Thame auf Thor Heyerdahl traf, der ihm bereits damals davon vorschwärmte, mit einem Floß den Pazifik zu überqueren, falls seine Thesen über die mögliche Besiedelung Polynesiens von Amerika aus von den „rauschebärtigen Wissenschaftlern“ nicht bald akzeptiert würden. Den Rest der Kriegsjahre verbrachte Haugland in Großbritannien, wo er mit dem Ausbau eines Sendernetzes beschäftigt war, das 110 Stationen umfassen sollte. Nach Kriegsende war es Haugland, inzwischen Adjutant des Generalinspekteurs der Fernmeldetruppe, der das Entlassungsgesuch Heyerdahls erfolgreich befürwortete.
1947 nahm er dann als Funker an der Kon-Tiki-Expedition teil, nachdem er für diese Reise beurlaubt worden war. In Zusammenarbeit mit amerikanischen Funkamateuren sorgte hauptsächlich er (neben Torstein Raaby) für den Funkkontakt und übermittelte meteorologische und hydrographische Daten.
Unter Funkern besonders beachtet wurde sein in Norwegen empfangenes Telegramm zu König Håkons 75. Geburtstag, samt Antwort: Die Leistung des Senders betrug keine vier Watt.
Das Experiment „Kon-Tiki“ wurde zu einem Erfolg, der zunächst die Öffentlichkeit, letztlich aber auch die archäologische Fachwelt beeindruckte. Haugland hatte dazu nicht wenig beigetragen. Nach der Expedition nahm er seinen Militärdienst wieder auf und war zunächst bis 1949 in Deutschland stationiert. Er wurde 1952 in die Luftwaffe übernommen, wo er einer Ausbildungseinheit für Funker vorstand. Im Jahr 1954 wurde er Major, 1977 Oberstleutnant.
Aus Ambition betrieb er bald nach der Expedition den Aufbau des Kon-Tiki-Museums, das er dann fast 45 Jahre lang auch leitete. Des Weiteren war er ab 1962 mit der Einrichtung des Widerstandsmuseums Norges Hjemmefrontmuseum befasst, das er ebenfalls managte. 1963 ließ er sich dafür dauerhaft beurlauben, bis er 1983 in den Ruhestand trat.
Er wurde mit dem höchsten norwegischen Orden, dem Kriegskreuz mit zwei Schwertern, ausgezeichnet und erhielt außerdem die bedeutenden britischen Auszeichnungen DSO und Military Cross, das französische Croix de guerre mit Palme, Légion d' honneur (beides 1948) und wurde Ritter des Sankt-Olav-Ordens (1988). Seit 1969 ist er Namensgeber für den Hauglandtoppen, einen Nunatak in der Antarktis.
Haugland war seit 1951 verheiratet mit der Bibliothekarin Ingeborg (geb. Prestholdt, * 1921).

## Werke
- Bergartilleribataljon nr. 3's radiotropp i fred og krig februar–juni 1940, Narvik 1995 (Norwegisch)